# 르네 뒤퐁
르네 뒤퐁(프랑스어: René Dupont, 1929년 9월 2일 ~ 2025년 4월 10일)은 파리 외방전교회 소속의 로마 가톨릭 선교사이자 주교이다. 한국어로 된 이름은 두봉 (杜峰)이다. 천주교 안동교구 초대 교구장을 지냈다.

## 생애

### 출생 및 배움
- 1929년 9월 2일에 프랑스의 오를레앙에서 5남매 중 차남으로 태어난 르네 뒤퐁(Rene Dupont)은 어렸을 때부터 신심이 깊은 부모님의 영향을 받아 로마 가톨릭 사제의 길을 가기를 원했다. 1947년 오를레앙 신학교(교구소속)에 입학하여 2학년까지 다닌 후 군대에 입대하였다. 그는 1년 동안의 군생활을 마치고 선교사의 길을 걷기 위해 1950년 파리외방전교회에 입회하여, 같은회 소속 신학교에서 학부를 마친 후 1951년 이탈리아로 유학을 떠나 로마 그레고리오 신학대학원에서 신학을 수학하였으며 1953년 6월 29일 사제서품을 받았다.

### 한국에서의 활동

#### 한국 입국과 선교활동
- 사제서품을 받은 르네 뒤퐁 신부는 1954년 로마 가톨릭 선교사로 전쟁으로 폐허가 된 한국에 입국하였다. 한국에 입국하면서 한국이름인 두봉으로 이름을 바꾸었다. 두봉 신부는 1955년 대전교구 대흥동성당 보좌신부를 시작으로 대전교구 상서국장직을 겸하면서 12년간 충청남도, 대전지역에서 활발한 선교활동을 하였다. 1967년 파리외방선교회 한국지부의 지부장을 지냈다.

#### 천주교 안동교구에서의 활동
- 1969년 5월 29일 교황 바오로 6세는 대구대교구에서 경북북부지역을 떼어 안동교구를 설정하였고, 동시에 파리외방전교회 한국지부장 두봉 신부를 천주교 안동교구 초대 교구장으로 임명하였다. 1969년 7월 25일 두봉 신부는 주교수품을 받고 초대 교구장으로 착좌하였다. 권위주의적인 사상을 버려야 한다고 생각한 두봉 주교는 주교문장을 정하지 않았고, 교구 운영에 있어서도 사제와 평신도들의 의견을 적극 수렴하여 사목하고자 노력했다. 안동교구는 다른 지역과 달리 농촌지역이 대부분이어서 두봉 주교는 농촌사목에 최선을 다했으며, 뜻있는 교구농민들을 중심으로 조직된 안동교구 가톨릭농민회의 정착과 활동에 많은 도움을 주었다. 두봉 주교는 70, 80년대의 정치적 암흑기를 지내면서 지역의 기반이 되는 농민들과 사회정의의 문제에 대해 형제적 우애와 목자적인 사랑으로 동참했다.

#### 오원춘 사건
1979년 5월 5일 경상북도 영양군 청기면 농협에서 배급한 씨감자에 싹이 나지 않아 그것에 대해 항의했던 농민 오원춘 씨가 중앙정보부에 연행되어 20일 동안 행방불명이 되었던 사건인 오원춘 사건이 일어났다. 이에 안동교구는 이 사실을 1979년 7월 17일 “짓밟히는 농민운동”이라는 문건을 작성하여 전국에 일제히 폭로하였다. 이에 대한 보복으로 경상북도 경찰청은 가톨릭 농민회 간부들과 가톨릭 신부를 감금하였다. 8월 6일 교구사제단과 두봉 주교는 뜻을 함께 하는 전국의 신부들과 함께 천주교 안동교구 목성동 주교좌성당에서 전국기도회를 열고 항의의 뜻으로 20일간 농성을 펼쳤다. 이 일로 정부에서는 외국 선교사의 국내정치간섭을 문제를 삼아 두봉 주교에게 "추방명령"을 내렸다. 하지만 교황대사가 즉시 외무부장관을 찾아가 강력 항의함으로써 추방은 보류되었고 10월 26일 박정희 전 대통령의 급사로 추방건은 해프닝으로 끝났다.

#### 은퇴와 그 이후의 삶
교구장 취임 당시 교구의 기반이 잡히는 10년 정도만 교구장으로 사목하겠다고 밝혔던 두봉 주교는 51세 때에 처음으로 교황청에 사임의사를 밝혔으나 반려되었으며, 이후 두어 차례 이런 과정이 반복되었다. 그러다가 네번째 마지막으로 낸 사직서가 받아들여져 1990년 12월 2일 박석희 신부에게 교구장직을 넘겨주었다. 이때 그의 나이는 62세였다.
은퇴 후, 경기도 고양시에 위치한 능곡성당 소속 행주공소에서 기거하면서 교회내외적으로 강의나 피정지도에 주력했으며 각종 사회운동에도 많은 관심을 기울였다.
2004년 11월 안동교구에서 의성군 봉양면 문화마을에 마련해준 거처로 이사하여 텃밭농사를 하며 이웃사람들과 벗하며 살고 있다. 이곳에서도 수도원이나 성당들은 물론 지역사회의 요청에 따라 많은 강연들을 하고 있으며, 언론매체들의 취재나 다큐촬영에도 성실히 협조하고 있다.
4월 5일 뇌경색으로 긴급 시술을 받고 치료 중에 있었으나 2025년 4월 10일경 향년 96세로 선종했다.

## 저서

### 수필집
- ｢마음이 가난한 사람의 기쁨｣ (사람과 사람, 1997년)
- ｢사람의 일감｣ (문음사, 1989년)
- ｢가장 멋진 삶｣ (바오로딸, 2011년)

### 한국어문법
- ｢Grammaire coréenne｣ (동아출판사, 1965 두봉, 민동섭 공저)

## 상훈
- 1982년 나폴레옹 훈장 (프랑스 정부)
- 2012년 만해실천대상[1]
- 2019년 올해의 이민자상 (대통령 표창)[2]
- 2019년 백남 인권·봉사상[3]